# مهدی کی‌نیا
مهدی کی‌نیا (۱۲۹۷–۱۳۷۴) استاد دانشگاه، وکیل، حقوقدان و سیاستمدار معروف به پدر جرم‌شناسی ایران بود.
کی‌نیا تحصیلات مقدماتی و متوسطه را به ترتیب در دبستان نصرت پهلوی آمل و دبیرستان شاهپور بابل به پایان رساند، سپس به تهران رفت و وارد دانشسرای عالی شد و در رشته‌های فلسفه و علوم تربیتی، لیسانس گرفت. کی‌نیا بعد به دانشکده حقوق و علوم سیاسی دانشگاه تهران رفت و در سال ۱۳۲۹ با ارائه پایان‌نامه «الغای کاپیتولاسیون» موفق به دریافت لیسانس قضایی و سال بعد از آن لیسانس سیاسی شد. وی در سال ۱۳۳۰ به فرانسه رفت. کی‌نیا مدرک دکترای حقوق قضایی خود را از دانشگاه پاریس فرانسه اخذ و در سال ۱۳۳۴ به ایران بازگشت. زندگی شغلی مهدی کی‌نیا از دبیری دبیرستان‌ها آغاز شد. وی در مشاغل دیگری نظیر ریاست دبیرستان، نمایندگی فرهنگ، معاونت و ریاست اداره کارگزینی نیز فعالیت نمود. وی سرانجام به تدریس در دانشگاه پرداخت و مدتی نیز ریاست کتابخانه دانشکده داروسازی را به عهده داشت. کی نیا استاد دانشکده حقوق و علوم سیاسی دانشگاه تهران و همچنین مدتی عضو حزب ملیون و نیز عضو کانون مدیریت و جمعیت اتفاق ملی ایران بود. وی مؤلف کتاب مبانی جرم‌شناسی است.

## تحقیات علمی
کی‌نیا، بیش از صد مقدمه حقوقی در زمینه‌های جرم‌شناسی و جامعه‌شناسی جنایی، در مهنامه قضایی اداره دادرسی نیروهای مسلح قبل از انقلاب (۱۳۴۶ تا ۱۳۵۷) منتشر کرده‌است که عناوین مهم برخی از آن‌ها عبارتند از: تعبیر روانی جرم، روان‌شناسی قضایی، فعالیت جنایی، بزه دیده‌شناسی یا شناخت مجنی علیه بزه دیده‌شناسی در جنگ تحمیلی علیه ایران
- بزه‌شناسی ترافیک تهران
- بررسی علل و عوامل مؤثر در فرار سربازان و درجه داران از خدمت ارتش
- مواد مخدر: قاچاق و اعتیاد و طرق جلوگیری از آنان
- بررسی درگیری پلیس با مردم

## آثار

### کتاب
- جرائم کارمندان دولت در ایران و فرانسه (به زبان فرانسه)
- مقررات مالی و استخدامی دانشگاه (۱۳۳۵ ش) نشر دانشگاه تهران
- مقدمه حقوق بین‌الملل عمومی (۱۳۴۵ ش) به ضمیمه دادگاه نورنبرگ، نشر دانشگاه تهران
- اطلاعات حقوقی برای رشته معماری (۱۳۴۵ ش) نشر دانشگاه تهران
- علوم جنایی (ج اول در زمینه روان‌شناسی جنایی، ۱۳۴۵ ش) نشر دانشگاه تهران
- علوم جنایی (ج دوم در زمینه جامعه‌شناسی جنایی، ۱۳۴۶ ش)
- کلیات مقدماتی حقوق (۱۳۴۸ ش) نشر دانشگاه تهران
- مبانی جرم‌شناسی (ج اول کلیات، ۱۳۵۷ ش) نشر دانشگاه تهران
- کانون خانواده و بزهکاری (۱۳۵۷ ش) نشر انجمن اولیاء و مربیان
- مبانی جامعه‌شناسی (ج دوم جامعه‌شناسی جنایی بخش اول در روش تحقیق، ۱۳۶۰ ش) نشر دانشگاه تهران
- مبانی جرم‌شناسی (ج سوم جامع هشناسی جنایی در خانواده و طلاق، ۱۳۶۰ ش)
- مقدمه‌ای بر جرم‌شناسی تألیف گسن (ترجمه از فرانسه به فارسی، ۱۳۷۱ ش)
- جرم‌شناسی کاربردی تألیف گسن (ترجمه از فرانسه به فارسی، ۱۳۷۲ ش)
- بررسی علل و عوامل اجتماعی مؤثر در طلاق (۱۳۷۳ ش)
- روان‌شناسی جنایی (ج اول کلیات، ۱۳۷۲ ش)
- روان‌شناسی جنایی (ج دوم حالت خطرناک، به ضمیمه فرهنگ روان‌شناسی فرانسه به فارسی)
- جرم‌شناسی نظری شامل: جرم‌شناسی کلان و جرم‌شناسی خرد تألیف گسن (ترجمه از فرانسه به فارسی، ۱۳۷۳ ش)
- روان‌شناسی قضایی تألیف انریکو التاویلا (ترجمه از فرانسه به فارسی، ۱۳۷۴ ش)
- کودکان بزهکار تألیف ژان شازال (ترجمه از فرانسه به فارسی، ۱۳۷۴ ش)

## درگذشت
دکتر مهدی کی‌نیا، در تیرماه ۱۳۷۴ پس از یک دوره طولانی بیماری، دیده از جهان فروبست.